# Vestido camiseta

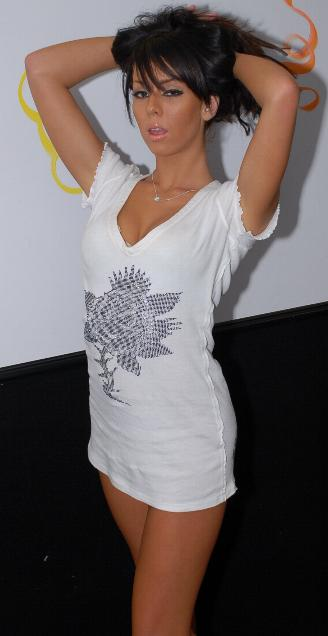
Joven con vestido camiseta

Un vestido camiseta es un tipo de prenda femenina de corte y material similar al de una camiseta. 
Los vestidos camiseta tienen la forma de una camiseta larga que cubre la cintura y parte de las piernas. Se trata de prendas de una sola pieza que se fabrican en materiales sencillos como el algodón. Son apropiados para ocasiones informales y dada su frescura, se utilizan en temporadas estivales. Sin embargo, combinados con medias o leggins también pueden usarse en meses menos calurosos.
Existen vestidos de manga corta, manga larga e incluso, de tirantes. A menudo se llevan sueltos pero también se les puede añadir un cinturón para definir la cintura. El modelo más informal es el que utiliza una camiseta de grandes dimensiones con complementos para convertirlo en vestido.